# Zoticos
Zoticos (en grec ancien Ζωτικός) est un philologue et poète épique grec actif au milieu du IIIe siècle, disciple du philosophe platonicien Plotin à Rome. Il meurt vers 270. 
Il nous est connu par le témoignage de Porphyre, Vie de Plotin, 7.12-14 : "Zoticos s'attacha aussi à lui. Celui-ci était critique et poète en même temps : il corrigea les ouvrages d'Antimaque et il mit en très beaux vers la fable de l'Atlantide. Sa vue baissa, et il mourut peu de temps avant Plotin."
L'influence néoplatonicienne se ressent dans ses travaux perdus : Antimaque de Colophon est un auteur célébré par Platon, et son poème sur l'Atlantide se réfère à la fable de Platon évoquée au début du Timée et développée dans le Critias, racontant la guerre menée par Athènes contre la mythique Atlantide.